# Ângelo Girão
Ângelo André Ferreira Girão ComIH • ComM (Portugal a 28 de agosto de 1989), é um jogador profissional de hóquei em patins que joga atualmente pelo Sporting Clube de Portugal e pela Seleção Portuguesa.

## Palmarés
Conquistou duas Ligas Europeias, uma Taça CERS, dois Campeonatos Nacionais e uma Supertaça, tendo conquistado todos estes títulos ao serviço do Sporting Clube de Portugal com exceção a um dos campeonatos nacionais.[carece de fontes?]
Pela Seleção Nacional sagrou-se Campeão Europeu em 2016 e Campeão Mundial em 2019.[carece de fontes?] A 18 de julho de 2016, foi agraciado com o grau de Comendador da Ordem do Mérito. A 16 de julho de 2019, foi agraciado com o grau de Comendador da Ordem do Infante D. Henrique.
A 30 de Janeiro de 2023 invadiu o balneário da equipa adversária e agrediu o jogador argentino Lucas Ordoñez. 